# Henri de Thiard de Bissy
Pour les articles homonymes, voir Famille de Thiard de Bissy, Thiard et Bissy.
Henri Charles Gabriel, comte de Thiard de Bissy est un général et homme de lettres français né le 7 janvier 1723 et guillotiné le 8 Thermidor an II (26 juillet 1794), à la veille de la chute de Robespierre.

## Biographie
Issu de la famille de Thiard et fils de Claude VII de Thiard, comte de Bissy (mort le 2 juillet 1723), et de Sylvie Angélique Andrault de Langeron, et descendant de Claude de Thiard, il est le frère cadet de l'académicien Claude de Thiard, comte de Bissy, lui aussi général et homme de lettres.
D'abord connu sous le nom de chevalier de Bissy, Henri de Thiard de Bissy commence une carrière militaire à quinze ans, devenant lieutenant en second d'un régiment d'infanterie.

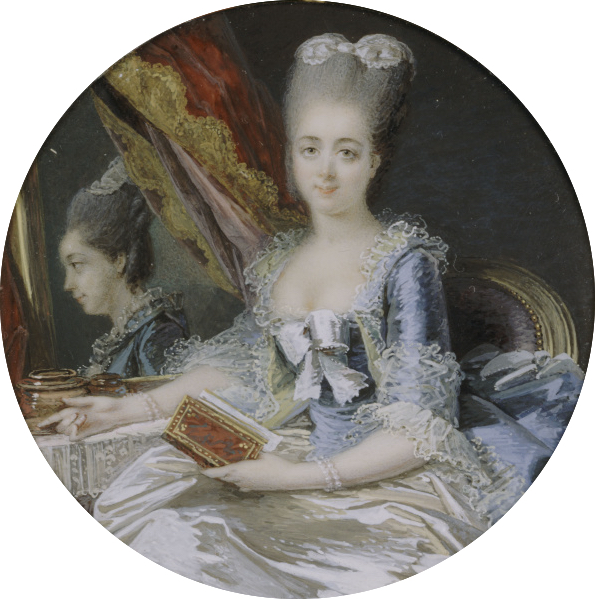
Portrait de sa fille Marie, duchesse de Fitz-James.

En 1752, il épouse le 20 novembre 1752 Anne Elisabeth Brissart, fille du fermier général Jacques Brissart et prend alors le titre de comte de Thiard.
Leur fille Marie épouse, le 26 décembre 1768, Jacques Charles, duc de Fitz-James.
Le comte de Thiard est connu pour sa fermeté en Bretagne dans la période qui précède la Révolution. Il obtient en 1787 le commandement en chef de la Bretagne après avoir été Lieutenant-général gouverneur de Provence. Lors de l’élection des députés aux États généraux, en mai 1789, il doit affronter des combats de rues à Rennes, et n’arrête l’effusion de sang qu’au péril de sa vie. L’intendant du roi, Bertrand de Molleville, et lui-même, sont lapidés par la foule et contraints de se réfugier au palais du gouverneur.
De Thiard est récompensé par le cordon bleu de l’Ordre du Saint-Esprit.
Resté fidèle au roi, il est blessé lors de la prise des Tuileries par les émeutiers du 10 août 1792. Le Tribunal révolutionnaire l’envoie à l’échafaud le 26 juillet 1794.
Il cultive avec succès les lettres et la poésie et laisse des œuvres publiées de manière posthume en 1799.

## Sources
- Bernard Alis, Les Thiard, guerriers et beaux esprits. Claude et Henri-Charles de Thiard de Bissy, et leur famille, L’Harmattan, Paris, 1997.
- Nouvelle biographie générale. Firmin Didot, 1866.
- François Furet et Denis Richet : « La révolution ». Hachette, 1965.